# Six Black Horses
Six Black Horses (Brasil: Gatilhos em Duelo ) é um filme estadunidense de 1962 do gênero faroeste, dirigido por Harry Keller e estrelado por Audie Murphy e Dan Duryea.
Como era comum nos veículos de Murphy, antigos astros dos filmes B aparecem em pequenos papéis, para alegria dos saudosistas. Aqui estão presentes Bob Steele, astro nos anos 1940, Roy Barcroft, bandido em incontáveis e modestos complementadores de programa, e George Wallace, o Commando Cody do seriado da Republic Radar Men from the Moon (1952).
Mais uma vez, Duryea rouba o espetáculo, no papel de um pistoleiro sentimental chamado Frank Jesse.
Segundo Leonard Maltin, o roteiro de Burt Kennedy é aparentemente sobra da célebre série de faroestes realizada pela dupla Budd Boetticher-Randolph Scott.

## Sinopse
Acusado falsamente de roubar um cavalo, Ben Lane é salvo da forca pelo pistoleiro Frank Jesse. Quando chegam à cidade, são contratados por Kelly, uma jovem senhora, que lhes oferece mil dólares para que eles a escoltem até Del Cobre, onde deverá encontrar-se com o marido. Para isso, eles devem atravessar o território cheio de perigos dos ferozes índios Coyoteros. Contudo, Kelly está a esconder o verdadeiro porquê de os ter contratado: ela sabe que seu marido está morto, assassinado por Frank, e agora deseja vingar-se.

## Elenco
| Ator/Atriz     | Personagem            |
| -------------- | --------------------- |
| Audie Murphy   | Ben Lane              |
| Dan Duryea     | Frank Jesse           |
| Joan O'Brien   | Kelly                 |
| George Wallace | Boone                 |
| Roy Barcroft   | Domador de mustangues |
| Bob Steele     | Joe                   |
| Henry Wills    | Chefe índio           |
| Phil Chambers  | Coveiro               |